# Microstigmatidae
Microstigmatidae este o familie de păianjeni, din infraordinul Mygalomorphae. Numele familiei provine de la cuvintele grecești: μικρός (mikros) - mici și στίγμα (stigma) - pată, pe corp sunt pete mici. Păianjeni sunt mici, de 4 - 13 mm, ei rareori utilizează mătasea. Trăiesc în păduri, sub pietre, frunze. Sunt răspândite în America de Sud și în Africa.

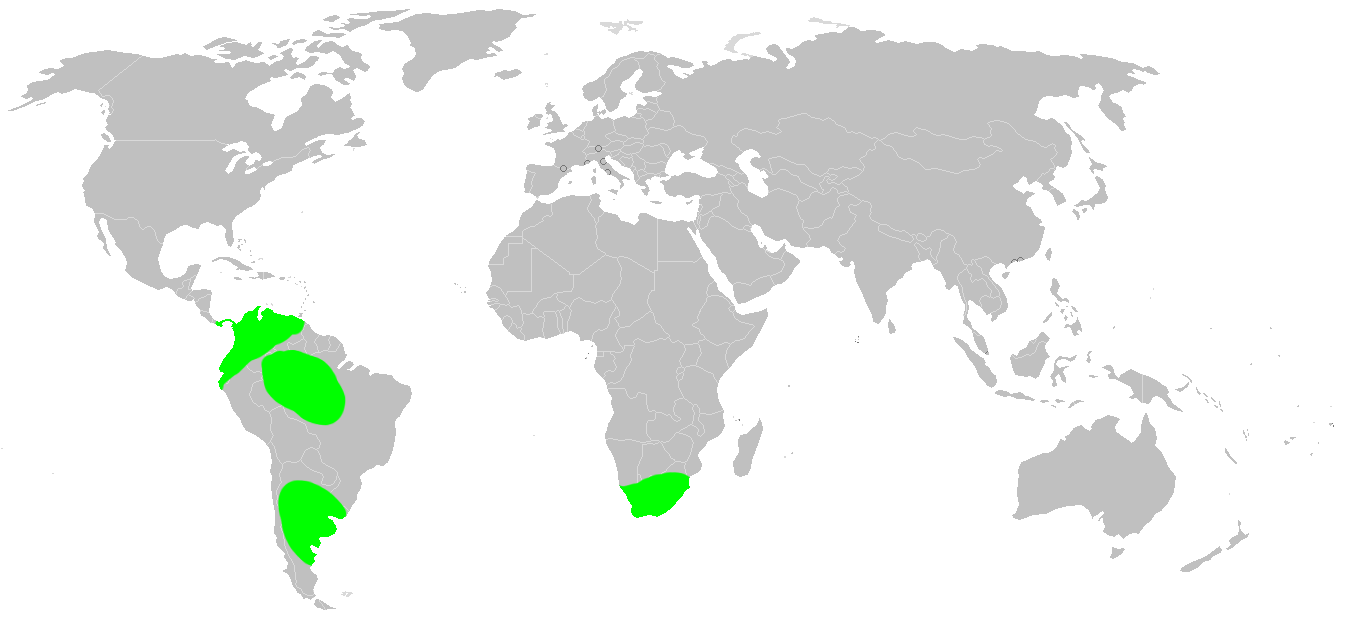
Răspândirea Microstigmatidae